# Uttersjön, Södermanland
Uttersjön är en sjö i Nyköpings kommun i Södermanland och ingår i Svärtaåns huvudavrinningsområde. Sjön har en area på 0,0887 kvadratkilometer och ligger 40,2 meter över havet.

## Delavrinningsområde
Uttersjön ingår i det delavrinningsområde (652387-157673) som SMHI kallar för Namn saknas. Medelhöjden är 44 meter över havet och ytan är 15,66 kvadratkilometer. Räknas de 20 avrinningsområdena uppströms in blir den ackumulerade arean 318,41 kvadratkilometer. Avrinningsområdets utflöde Svärtaån (Sundbyån) mynnar i havet. Avrinningsområdet består mestadels av skog (78 procent). Avrinningsområdet har 0,68 kvadratkilometer vattenytor vilket ger det en sjöprocent på 4,3 procent.